# Harlekin

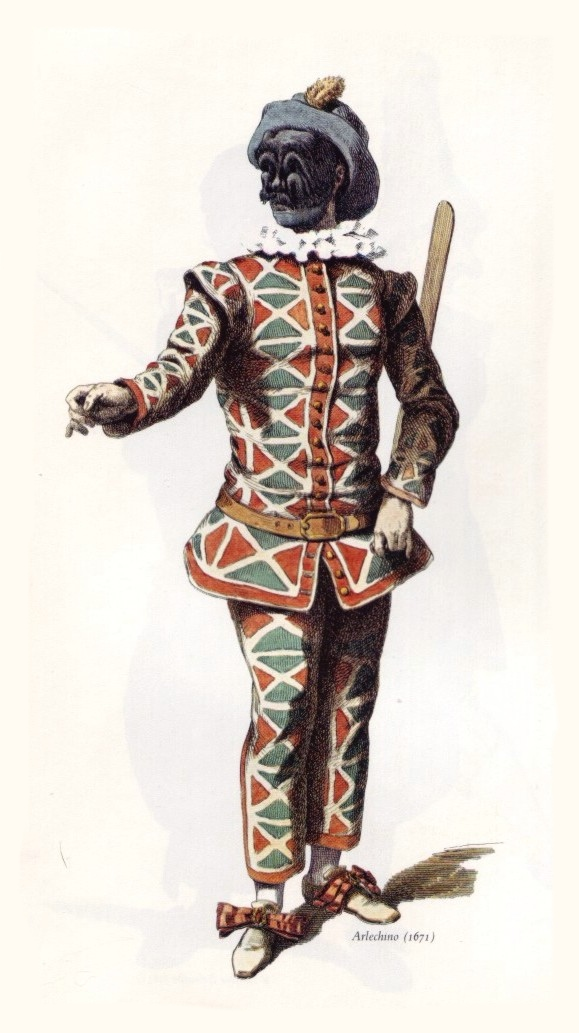
A Harlekin törzskarakter klasszikus megjelenése az 1670-es évek commedia dell’arte-jában, kiegészítve varázspálcával, amelyet a karakter a darab díszletének megváltoztatására használ (Maurice Sand, 1860)

A Harlequin "Today" Park Bank a szökőkútnál Pulsnitzban (Németország)

Harlekin (/ˈhɑːrləkwɪn/; olaszul: arlecchino) az olasz commedia dell’arte legismertebb, Bergamo városához kötődő komikus szolgafigurája (zanni). Szerepét a hagyomány szerint Zan Ganassa olasz színész-rendező vezette be a 16. század végén, véglegesen Tristano Martinelli olasz színész népszerűsítette Párizsban 1584-1585-ben, és Martinelli 1630-ban bekövetkezett halála után vált törzsfigurává.
A harlekinre jellemző a kockás jelmez. Szerepe egy könnyed, fürge és ravasz szolga, aki rendszeresen úgy cselekszik, hogy meghiúsítsa gazdája terveit, és szellemesen és találékonyan üldözi saját szerelmét, Columbinát, gyakran versenyezve a szigorúbb és melankolikus Pierrot-val. Később a romantikus hős prototípusává fejlődik. Harlekin fizikai mozgékonyságát és szélhámos tulajdonságait, valamint nevét a középkori szenvedélyjátékok pajkos "ördögi" figurájától örökölte.
A harlekin karakter először Angliában jelent meg a 17. század elején, és központi szerepet kapott a Harlequinade származtatott műfajában, amelyet a 18. század elején John Rich fejlesztett ki. Ahogy az angol drámai műfajú pantomim Harlequinade része fejlődött, a Harlequint rendszeresen párosították a Bohóc karakterrel. Ahogyan Joseph Grimaldi 1800 körül kidolgozta, a Bohóc lett a kifinomultabb Harlekin pajkos és brutális változata, aki inkább romantikus karakterré vált. A viktoriánus Angliában a harlekin karakter legbefolyásosabb alakítói William Payne és fiai, a Payne Brothers voltak, utóbbiak az 1860-as és 1870-es években tevékenykedtek.

## A név eredete
A Harlekin név a népszerű francia passiójátékok huncut "ördög" vagy "démon" karakterének nevéből származik. Eredete egy ófrancia herlequin, hellequin kifejezésből származik, amelyet először a 11. században tanúsított Vitalis rendi krónikás, aki egy szerzetes történetét meséli el, akit egy csapat démon üldözött, amikor Normandia (Franciaország) tengerpartján vándorolt éjszaka. 

## Fordítás
Ez a szócikk részben vagy egészben  a   Harlequin című angol Wikipédia-szócikk ezen változatának fordításán alapul.  Az eredeti cikk szerkesztőit annak laptörténete sorolja fel. Ez a jelzés csupán a megfogalmazás eredetét és a szerzői jogokat jelzi, nem szolgál a cikkben szereplő információk forrásmegjelöléseként.